# Raid sur l'île Pebble
Guerre des Malouines
Batailles
- Invasion argentine
- Géorgie du Sud
- Occupation (en)
- Paraquet
- Black Buck
- ARA General Belgrano
- ARA Alferez Sobral
- HMS Sheffield
- Île Pebble
- Mikado
- Sutton
- San Carlos
- HMS Ardent
- Seal Cove
- HMS Antelope
- Atlantic Conveyor
- HMS Coventry
- Goose Green
- Mount Kent
- Top Malo House
- Gazelle XX377
- Bluff Cove
- Many Branch Point
- Mount Harriet
- Two Sisters
- HMS Glamorgan
- Mount Longdon (en)
- Wireless Ridge (en)
- Mount Tumbledown (en)
- Port Stanley
- Île Thulé

Le raid sur l'île Pebble a lieu dans la nuit du 14 au 15 mai 1982 pendant la guerre des Malouines. L'île Pebble est l'une des plus petites îles des îles Malouines. Elle est située au nord de Grande Malouine.

## Contexte
Immédiatement après avoir envahi les îles Malouines, les Argentins établissent une petite base aérienne sur l'île Pebble (connue par les Argentins sous le nom d'isla Borbón), l'Aeródromo Auxiliar Calderón, réutilisant une piste d'atterrissage existante. Ils stationnent sur place des FMA IA-58 Pucará avions d'attaque au sol légers et des T-34 Mentor. Les missions de reconnaissance menées par ces appareils argentins auraient pu compromettre les manœuvres des appareils de la Royal Navy avant le débarquement envisagé sur l'île Malouine orientale.
Des membres du Special Air Service (SAS), embarqués à bord du porte-avions HMS Hermes, reçoivent la mission d'éliminer cette menace, avec le soutien naval de la frégate de Type 22 HMS Broadsword qui faisait partie de l'escorte défensive de l’H.M.S Hermes et du destroyer de classe Country HMS Glamorgan dont les canons de marine Mark 6 de 4,5 pouces devaient procurer un soutien de l'artillerie navale. Le Naval Gunfire Support Forward Observer (NGSFO) qui était responsable de coordonner le soutien de l'artillerie navale est le Captain Chris Brown RA du 148 Battery (en) 29 Commando Regiment Royal Artillery (en).

## Objectifs initiaux
L'objectif initial était qu'un escadron en provenance du HMS Hermes, composé de personnels de l'escadron D, du 22e régiment du SAS, lance un raid sur la base aérienne pour détruire les avions qui y étaient stationnés, les moyens de détection radar, les équipes argentines présentes sur place et la garnison chargée d'assurer la protection de la base. Une fois l'attaque menée, le plan de l'opération prévoyait une exfiltration et un retour sur le HMS Hermes avant le lever du jour.

## Mission de reconnaissance
Une mission de reconnaissance et d'infiltration est menée en prévision du raid. Elle est conduite par des hommes du Boat Troop de escadron D qui gagnent l'île au moyen de canoë Klepper. Ces hommes se rendent compte que les vents violents rallongeraient le temps de vol entre le HMS Hermes et l'endroit où ils devaient être déposés, retardant l'arrivée sur zone et la durée dont les hommes disposaient sur place à 30 minutes, contre 90 minutes prévues initialement. À la lumière de ces informations, les hommes reçoivent l'ordre de détruire en priorité les avions et de ne s'attaquer aux personnels volant et à la garnison que dans un deuxième temps.

## Le raid
Dans la nuit du 14 mai, deux hélicoptères Westland Sea King HC4 du 846 Naval Air Squadron, faisant partie du Commando Helicopter Force, décollent avec 45 hommes de l'escadron D à leur bord. Le point retenu pour déposer les hommes se situe à 6 km de la base aérienne, sur l'île Pebble. Les troupes de montagne reçoivent la mission de détruire les appareils argentins alors que le restant des hommes doivent agir comme force de protection, sécurisant les environs de la base et agissant comme une réserve opérationnelle en cas d'arrivée de renforts argentins.
Les membres du commando emportent avec eux plus de 100 obus de mortier de 81 mm L16, des charges explosives et des armes anti-char légères 66 mm HEAT L1A1 sur la zone, chaque homme portant sur lui au minimum deux obus de mortier. En ce qui concerne les armes légères, des fusils M16, certains sont équipés de lance-grenades M203. L'approche est conduite par un membre des Boat Troop qui a mené la mission de reconnaissance.
Les commandos, approchant de leur objectif, aperçoivent une sentinelle argentine mais ne se font pas remarquer. Ils peuvent ainsi pénétrer dans la base et poser des charges explosives sur sept appareils. Une fois que tous les appareils ont été minés, les hommes du commando ouvrent le feu sur les appareils avec leurs armes anti-char légères L1A1. Tous les appareils sont endommagés, certains perdent leur train d'atterrissage. À ce signal, le destroyer HMS Glamorgan commence à pilonner les positions argentines sur la base utilisant des munitions hautement explosives, touchant les réserves de munitions et de carburant.
Les forces argentines n'engageront le combat qu'au moment où les membres du commando s'étaient regroupés et qu'ils s'apprêtaient à quitter la zone. Un membre du commando est touché, ses camarades ripostent avec leurs armes légères et leurs lance-grenades M203, causant la mort d'un officier argentin (selon le rapport britannique).
La version argentine des faits affirme que les soldats argentins étaient restés dans leurs baraquements pendant le bombardement du Glamorgan et qu'ils n'avaient pas engagé le combat avec les membres du SAS. Le blessé britannique aurait été victime de shrapnel des charges explosives posées par les Argentins sous la piste d'atterrissage afin d'empêcher qu'elle soit prise par l'ennemi. Les explosions auraient été déclenchées, les Argentins croyant qu'il s'agissait d'une opération d'envergure pour prendre le contrôle de la base aérienne.

## Exfiltration
Le blessé est transporté jusqu'au lieu prévu pour le ré-embarquement et l'exfiltration par hélicoptère. Le lieu est atteint à l'heure prévue et les hommes atterrissent à bord du HMS Hermes avant le lever du soleil. La décision de procéder à l'exfiltration est prise plutôt que de mener une attaque contre les forces argentines.

## Conséquences et développements ultérieurs
Ce raid permet la destruction, côté argentin, de :
- Six FMA IA-58 Pucarás[6] de l'Armée de l'air argentine ;
- Quatre Turbo Mentor, avions d'attaque au sol légers de la Marine argentine ;
- Un avion de transport de matériel Short SC.7 Skyvan, de la Prefectura Naval Argentina (en) (garde-côtes).
- Destruction des réserves de munitions ;
- Destruction du stock de carburant.

Le raid est considéré par les Britanniques comme un succès, rappelant les opérations du même type menées par le SAS pendant la Seconde Guerre mondiale.
L'un des officiers impliqué dans le raid, le Captain Hamilton (en), sera tué dans une autre mission du SAS à proximité de Port Howard.